# Youngolidia lynnea
Youngolidia lynnea är en insektsart som beskrevs av Nielson 1983. Youngolidia lynnea ingår i släktet Youngolidia och familjen dvärgstritar. Inga underarter finns listade i Catalogue of Life.